# Tazewell megye (Virginia)
Tazewell megye az Amerikai Egyesült Államokban, azon belül Virginia államban található. Megyeszékhelye Tazewell, legnagyobb városa Richlands. Lakosainak száma 40 429 fő (2020. április 1.). Tazewell megye McDowell, Smyth, Mercer, Buchanan, Russell és Bland megyékkel határos.

## Népesség
A megye népességének változása:
| Lakosok száma | 45 153 | 44 706 | 44 289 | 44 103 | 42 899 | 40 429 |
|               | 2010   | 2011   | 2012   | 2013   | 2015   | 2020   |